# Stadium 974
Stadion 974 (arabsky: استاد 974, romanizováno: ʾIstād 974, dříve Stadion Ras Abu Aboud) byl fotbalový stadion v katarském Dauhá. Otevřen byl 30. listopadu 2021 a jedná se o dočasné sportoviště, na kterém se hrály zápasy během Mistrovství světa ve fotbale 2022, po kterém měl být rozebrán (ještě v roce 2024 však hostil FIFA Intercontinental Cup 2024).

## Návrh a konstrukce
Koncepci stadionu navrhla architektonická kancelář Fenwick Iribarren Architects. Stadion je postaven na nábřeží o rozloze 450 000 metrů čtverečních a nachází se na umělém výběžku. Má modulární konstrukci a jeho součástí je 974 recyklovaných přepravních kontejnerů, které jsou poctou průmyslové historii místa a mezinárodní předvolbě Kataru (+974). V některých z kontejnerů je umístěno vybavení stadionu, jako jsou koupelny a koncese. Přepravní kontejnery a sedadla, které stadion používá, budou později demontovány a poskytnuty jako pomoc jiným nerozvinutým zemím světa; jedná se o první dočasný stadión v historii mistrovství světa ve fotbale.
Stadion je jedním z osmi stadionů, které jsou pro účely turnaje přestavovány. Zadávací řízení na přestavbu stadionu bylo zahájeno v roce 2017. Na výstavbě stadionu se podílely společnosti HBK Contracting Company (HBK), DCB-QA, Time Qatar, Fenwick Iribarren Architects (FI-A), Schlaich Bergermann Partner a Hilson Maron.
Stadion získal čtyřhvězdičkové hodnocení od Global Sustainability Assessment System (GSAS).

## Historie
Stadion byl původně zapisován pod názvem Ras Abu Aboud Stadium. Během slavnostního zahájení 20. listopadu 2021 byl oficiálně přejmenován na Stadion 974.
První zápas se na něm odehrál 30. listopadu 2021 v den zahájení Arabského poháru FIFA mezi Spojenými arabskými emiráty a Sýrií. Poslední zápas zde odehrála 5. prosince 2022 Brazílie a Jižní Korea v rámci osmifinále Mistrovství světa ve fotbale 2022.

## Mistrovství světa ve fotbale 2022
Stadion 974 bude během mistrovství světa ve fotbale 2022 hostit sedm zápasů.

| Datum              | Čas   | Domácí      | Výsledek | Hosté       | Fáze       | Díváci |
| ------------------ | ----- | ----------- | -------- | ----------- | ---------- | ------ |
| 22. listopadu 2022 | 17:00 | Mexiko      | 0 : 0    | Polsko      | Skupina C  | 39 369 |
| 24. listopadu 2022 | 17:00 | Portugalsko | 3 : 2    | Ghana       | Skupina H  | 42 662 |
| 26. listopadu 2022 | 17:00 | Francie     | 2 : 1    | Dánsko      | Skupina D  | 42 860 |
| 28. listopadu 2022 | 17:00 | Brazílie    | 1 : 0    | Švýcarsko   | Skupina G  | 43 649 |
| 30. listopadu 2022 | 20:00 | Polsko      | 0 : 2    | Argentina   | Skupina C  | 44 089 |
| 2. prosince 2022   | 20:00 | Srbsko      | 2 : 3    | Švýcarsko   | Skupina G  | 41 378 |
| 5. prosince 2022   | 20:00 | Brazílie    | 4 : 1    | Jižní Korea | Osmifinále | 43 847 |